# Hidiya Hanim Barakat
Hidiya Hanim Barakat (1898–1969) là một nhà từ thiện và nhân viên xã hội người Ai Cập đã làm việc để cải thiện phúc lợi của người Ai Cập.

## Thuở nhỏ
Hidiya Hanim Barakat sinh năm 1898 trong một gia đình quan chức cung điện. Khi còn là một đứa trẻ, bà đã theo học tại tu viện Nôtre Dame de la Mère de Dieu. Khi bà 20 tuổi, bà kết hôn với Bahieddine Barakat, một luật sư từ một gia đình chính trị nổi tiếng. Gia đình Barakat khuyến khích bà quan tâm đến các vấn đề phúc lợi, nhìn thấy bà và công việc của bà như một điểm mà qua đó họ có thể phân phát tài liệu Wafdist.

## Công việc
Với sự giúp đỡ của công chúa Ai Cập Ayn al-Hayat, Barakat thành lập một nhóm các nhà từ thiện. Năm 1908, nhóm đã mở một phòng khám y tế ở Cairo. Năm 1909, Barakat mở rộng nhóm thu nhận các phụ nữ khác, bao gồm cả Huda Sha'arawi, và đổi tên thành Mabarrat Muhammad Ali, sau này được gọi là Mabarrat. Nhóm tiếp tục làm việc để cải thiện phúc lợi Ai Cập, sau đó mở một bệnh viện ở Abdin của Cairo. Barakat phục vụ như là thủ quỹ của nhóm, tiếp tục công việc của họ để cải thiện chăm sóc sức khỏe cho người dân trên khắp Ai Cập, đặc biệt tập trung cải thiện các vấn đề về tử vong ở trẻ sơ sinh, đáp ứng dịch bệnh và tiêm chủng. Bà cũng làm việc để điều phối một nhóm các phòng khám và tiêm chủng di động.
Năm 1919, Barakat đồng sáng lập Hội Phụ nữ mới để làm việc và tài trợ không chỉ các chương trình phúc lợi mà còn tài trợ cho các chương trình giáo dục, hướng dẫn thương mại, chăm sóc trẻ em và trại trẻ mồ côi.
Đến những năm 1950, Mabarrat đã trở thành tổ chức rộng lớn nhất trong Ai Cập. Năm 1952, Bakarat được bầu làm chủ tịch của nhóm. Năm 1956, con gái út của Bakarat theo bà làm chủ tịch.
Mabarrat có thể đã thành lập mười hai bệnh viện ở Ai Cập vào năm 1961. Năm 1964, chính phủ đã quản lý các bệnh viện này, cũng như kiểm soát các trại trẻ mồ côi và các phòng khám mà nhóm đã thành lập.

## Vinh danh
Sau cái chết của Barakat, Tổng thống Anwar Al-Sadad nói "Chúng tôi là tất cả học sinh của Hidiya Barakat." Một số dự án Ai Cập được đặt tên theo bà.